# Stepanivka, Ustînivka
Stepanivka (în ucraineană Степанівка) este localitatea de reședință a comunei Stepanivka din raionul Ustînivka, regiunea Kirovohrad, Ucraina.

## Demografie
Componența lingvistică a localității Stepanivka
     Ucraineană (96,71%)
     Rusă (1,74%)
     Română (1,35%)
     Alte limbi (0,19%)
Conform recensământului din 2001, majoritatea populației localității Stepanivka era vorbitoare de ucraineană (96,71%), existând în minoritate și vorbitori de rusă (1,74%) și română (1,35%).